# Star Trek: Deep Space Nine (literarische Fortsetzung)
Dieser Artikel behandelt diejenigen literarischen, insbesondere belletristischen Werke, mit denen die Handlung der US-amerikanischen Science-Fiction-Fernsehserie Star Trek: Deep Space Nine nach ihrem Ende im Jahr 2375 fortgesetzt wird. Die Werke erscheinen seit 1999 und sind im Wesentlichen Romane, vom US-Verlag Pocket Books herausgegeben. Deutsch übersetzt erscheinen sie seit 2009 beim Verlag Cross Cult. Von den anderen, vor dem Ende der Fernsehserienhandlung spielenden, Romanen in der Reihe Star Trek: Deep Space Nine unterscheiden sie sich – von Ausnahmen abgesehen – durch ein neues Hauptfigurenensemble.

## Entstehungs- und Veröffentlichungsgeschichte der Romane

### Englische Originalausgaben
Nach dem Ende der Fernsehserie Star Trek: Deep Space Nine 1999 setzte der für die Publikation der Star-Trek-Romane zuständige Verlag Pocket Books – ein Imprint von Simon & Schuster –, die Fernsehserie in Romanform fort. Marco Palmieri, etwa bis 2008 Herausgeber und Lektor bei Pocket Books, entwarf zu dem Zweck einen erzählerischen Rahmen zumindest für die ersten zehn Bände. Den Auftakt der Romane bildete der 2001 auf Englisch erstveröffentlichte Zweiteiler Avatar (Deutsch: Offenbarung), dessen Handlung im Jahr 2376 und drei Monate nach dem Ende der Handlung der finalen Doppelepisode Das, was du zurücklässt (→ Staffel 7) einsetzt. Er führt die vier neuen Hauptfiguren Shar, Taran'atar, Elias Vaughn und Ro Laren ein; letztere war zuvor bereits als wiederkehrende Nebenfigur aus der Fernsehserie Raumschiff Enterprise – Das nächste Jahrhundert bekannt.
Die Romane, die die Fernsehserie nach ihrem Ende fortsetzen, werden zusammenfassend auch als Relaunch bezeichnet und besitzen ein gegenüber dem ursprünglichen Serienlogo neu gestaltetes Logo; es ist in einer anderen Schriftart geschrieben.
Der zweiteilige Roman The Left Hand of Destiny, der erst nach Offenbarung erschien, spielt zwischen Das, was du zurücklässt und Offenbarung und erzählt nicht von den neuen Figuren. Die Romane Abyss und Demons of Air and Darkness gehören zu den Miniserien Section 31 bzw. Portale. Innerhalb dieser beiden Miniserien erschienen andere Bände in den anderen Star-Trek-Romanreihen. Die Romane der Serie Section 31 sind lediglich durch das gemeinsame Thema Sektion 31 verbunden und erzählen voneinander unabhängige Geschichten.
Für die vierteilige Roman-Miniserie Mission Gamma, die von einer Expedition der Defiant in den Gamma-Quadranten erzählt, diente Palmieri die Lewis-und-Clark-Expedition als wesentliche Inspirationsquelle. Die Miniserie Worlds of Star Trek: Deep Space Nine besteht aus sechs Romanen, die eine weitgehend voneinander unabhängige Geschichte erzählen und auf je eine der Welten Cardassia, Andor, Trill, Bajor, Ferenginar und Dominion zentriert sind – das sind die Heimatplaneten der Völker der wichtigsten nichtmenschlichen Figuren. Diese Romane erschienen auf Englisch ursprünglich paarweise in drei Bänden.
Pocket Books gab die Romane Avatar (Teile 1 und 2), Abyss, Demons of Air and Darkness und den Epilog Horn and Ivory 2007 in dem Sammelband Twist of Faith erneut heraus, 2008 folgte der Sammelband These Haunted Seas mit den ersten beiden Teilen der Miniserie Mission Gamma.

### Deutsche Übersetzungen
Der Roman Am Abgrund wurde auf Deutsch ursprünglich schon 2002 durch den Heyne Verlag erstveröffentlicht. Von den übrigen Relaunch-Romanen erschien – beginnend 2009 – ein großer Teil beim Verlag Cross Cult auf Deutsch. Diese Romane und – als Neuübersetzung – Der Abgrund wurden durch Christian Humberg übersetzt. 13 Romane nummerierte Cross Cult – eine achte und eine neunte Staffel der Fernsehserie suggerierend – mit 8.01 bis 8.10 und 9.01 bis 9.03.
Der Band Dämonen der Luft und Finsternis enthält in der deutschen Ausgabe zusätzlich zum Roman die wesentlich kürzere Epilog-Geschichte Horn und Elfenbein (Horn and Ivory), die auf Englisch ursprünglich in dem Band What Lay Beyond miterschien. Die sechsteilige Reihe Die Welten von Star Trek: Deep Space Nine erschien auf Deutsch in sechs separaten Bänden.

## Zusammenfassung des Inhalts

### 2376 bis 2377

#### Figuren
Die Bajoranerin Kira Nerys ist im Range eines Colonels Kommandantin von Deep Space Nine und zugleich Verbindungsoffizierin des bajoranischen Militärs bei der Sternenflotte. Nach dem Beitritt Bajors zur Föderation wird sie zum Captain befördert. Neuer bajoranischer Verbindungsoffizier auf DS9 wird dabei Major Cenn Desca. Kiras Speziesgenossin Ro Laren beging einst einen Verrat an Captain Picard, indem sie zum Maquis überlief. Nun ist sie Sicherheitschefin der Station. Im Roman Offenbarung 1 ist die Bolianerin Tiris Jast erste Offizierin der Station, stirbt darin jedoch. Sie wird in dieser Funktion bald ersetzt durch den Anfang des Jahres 2376 etwa 100-jährigen Commander Elias Vaughn, ein Mensch, der schon 80 Jahre Erfahrung in der Sternenflotte hat. Vaughn wird zudem Kommandant der Defiant, wo mitunter auch seine Tochter Prynn Tenmei dient; infolge des Todes von Prynns Mutter sind sie vor langer Zeit einander fremd geworden. Taran’atar ist ein Jem’Hadar, der nicht von der Droge Ketracel-White abhängig ist und der auf der Station als von Odo im Namen des Dominion geschickter Kulturbeobachter tätig ist.
Der Ferengi Quark führt nach wie vor das nach ihm benannte Spielcasino mit Bar und Restaurant. Bei Bajors Beitritt zur Föderation wird das Casino zur Botschaft Ferenginars bei der Föderation, Quark damit einhergehend zum Botschafter. Quarks Neffe Nog ist Lieutenant und Chefingenieur auf Deep Space Nine und der Defiant. Seit einer schweren Verwundung im Dominion-Krieg hat er neben einem gesunden Bein ein synthetisches Bein. Samaritan Bowers, kurz Sam, ist ein männlicher Mensch im Range eines Commanders. Dr. Julian Bashir ist weiterhin leitender Mediziner der Station. Erst im Roman Der Abgrund erfährt seine Geliebte Ezri Dax, dass er einst gentechnisch aufgewertet wurde. Die Trill Ezri Dax, in der siebten Staffel noch als psychologische Beraterin auf DS9 tätig, entschließt sich in Offenbarung 2, eine Kommandolaufbahn einzuschlagen. Nach einigen Monaten zerbricht die Liebesbeziehung zwischen den beiden.
Der Mensch Jake Sisko ist der Sohn von Benjamin Sisko, dem Abgesandten der bajoranischen Propheten. 2376 heiratet Jake in einer Spontanhochzeit die junge Bajoranerin Azeni Korena, kurz Rena. Benjamin ist seit dem Ende der Fernsehserie im „Himmlischen Tempel“ der Propheten. Gegen Ende des Jahres 2376 kehrt er in die Realität zurück. Kurz darauf wird seine menschliche Ehefrau Kassidy Yates – oft nur Kas genannt – auf Bajor Mutter der gemeinsamen Tochter Rebecca Jae Sisko.
Fähnrich Thirishar ch’Thane, der meist nur Shar genannt wird, ist ein junger Andorianer und zugleich Wissenschaftsoffizier von Station und Defiant. Shars Mutter Charivretha zh’Thane ist bis 2376 andorianische Repräsentantin im Föderationsrat. Shar hat drei sogenannte Bündnispartner: Shathrissia zh’Cheen (kurz: Thriss), Thavanichent th’Dani (kurz: Anichent) und Vindizhei sh’Rraazh (kurz: Dizhei). Die vier Partner, von denen Charivretha „Zhavey“ genannt wird, sind von vier verschiedenen Geschlechtern und dafür vorgesehen, sich im Rahmen des Rituals Sheltreth miteinander fortzupflanzen. Weil Shar am Sheltreth nicht teilnehmen will, begeht Thriss Suizid. Shar verliebt sich in Prynn, verbleibt aber nach dem Roman Andor – Paradigma auf seiner Heimatwelt, um bei der Lösung des dortigen Fortpflanzungsproblems zu helfen.
Shakaar Edon ist bis zu seiner Ermordung 2376 bajoranischer Premierminister und damit Regierungschef von Bajor. Seine Stellvertreterin und Amtsnachfolgerin ist Asarem Wadeen. Vedek Levir Linjarin ist ein führender bajoranischer Geistlicher. Zu den wichtigsten bajoranischen Geistlichen gehört auch Opaka Sulan, die in der ersten Staffel gezwungenermaßen im Gamma-Quadranten verblieb, Ende 2376 aber ins bajoranische System zurückkehrt. Der Sternenflottenadmiral Akaar gehört zu der großwüchsigen Spezies der Capellaner. Alon Ghemor steht der cardassianischen Übergangsregierung vor. Botschafterin dieser Regierung bei der Föderation ist Fatima Lang. Der cardassianische Gul Macet ist Kommandant des cardassianischen Raumschiffs Trager und Cousin von Gul Dukat, dem er täuschend ähnlich sieht. Der ehemalige cardassianische Geheimagent und Schneider Garak ist in einer leitenden Position beim Wiederaufbau des kriegsverwüsteten Cardassia tätig.

#### Handlung
Der Zweiteiler Offenbarung führt die wichtigsten neuen Figuren Vaughn, Taran'atar, Prynn und Ro Laren in die Handlung ein. Darin erfährt die DS9-Crew, dass das Dominion es der Föderation nun erlaubt, Erkundungsmissionen in den Gamma-Quadranten zu unternehmen. Deshalb begibt sich die Defiant, nunmehr von einem Kriegs- zu einem Forschungsraumschiff umgerüstet, zu einer mehrmonatigen Expedition in den Gamma-Quadranten. Dort trifft die Crew auf einige, zuvor unbekannte Lebensformen und Zivilisationen.
Parallel zur Mission der Defiant im Gamma-Quadranten geht es in einem weiteren Handlungsstrang um die von Shakaar beabsichtigte Aufnahme Bajors in die Föderation. Nach einiger Zeit stellt sich heraus, dass Shakaar den Aufnahmeprozess nicht aus eigenem Willen, sondern unter dem Einfluss eines Parasiten vorantreibt, von dem er besessen ist. Einer der Trill tötet Shakaar und verhindert damit die Aufnahme Bajors in die Föderation. Die Parasiten planen, Bajor zu unterwandern, und ergreifen dazu von mehreren Stations- und Planetenbewohnern Besitz. Die DS9-Crew kann die Parasiten töten, auch mit Hilfe Odos und der Propheten. Zugleich kehrt Benjamin Sisko aus dem Himmlischen Tempel zurück in die Realität. Kurz darauf, Ende 2376, wird Bajor feierlich in die Föderation aufgenommen.
In der Miniserie Die Welten von Star Trek: Deep Space Nine erfährt der Leser, dass es auf dem Föderationsplaneten Andor wegen Forschungen zur Behebung der andorianischen Fortpflanzungskrise zu Unruhen kommt. Andors Regierungschefin tritt von ihrem Amt zurück, weil das Geheimnis enthüllt wurde, dass die Forscher versuchten, die Anzahl der andorianischen Geschlechter zu reduzieren. Auch auf Trill gibt es Unruhen, weil die Trill-Regierung der Bevölkerung den wahren Anteil derjenigen Trill, die für eine Vereinigung mit einem Symbionten in Frage kommen, zu niedrig angegeben hatte. Bei Terroranschlägen werden 90 Prozent aller Symbionten getötet. Über die Formwandler des Dominion erfährt man, dass sie die 100 jungen Gründer einst deshalb in der Galaxis aussetzten, um mit ihnen den sog. Urahn zu finden, den Erschaffer der großen Verbindung. In der zweifelhaften Annahme, der Urahn sei tot, löst sich die große Verbindung auf. Es wird deutlich, dass der für den Urahn gehaltene Gründer wahrscheinlich von den sog. Aszendenten getötet worden war, einer mit den Gründern verfeindeten Spezies.
In den drei Romanen Kriegspfad, Entsetzliches Gleichmaß und Der Seelenschlüssel geht es um die Bestrebungen der einst zu Kira Nerys umoperierten Cardassianerin Iliana Ghemor, sich im Spiegeluniversum zur „Abgesandten“ aufzuschwingen. Zur Machtsicherung versucht sie Taran'atar und weitere Jem'Hadar als Soldaten aus dem diesseitigen Universum zu holen.
Neu eingeführt in das Star-Trek-Universum wird neben den Aszendenten auch die Spezies Eav'oq, deren religiöser Glaube auf derselben Grundlage wie der der Bajoraner basiert und die nach Tausenden Jahren aus dem Subraum zurückkehrt, in den sie sich zum Schutz vor religiöser Verfolgung einst geflüchtet hatte. Ebenso wie die Gründer sind auch die Eav'oq mit den Aszendenten verfeindet. Am Ende von Der Seelenschlüssel stellt sich zudem heraus, dass Iliana Ghemor mit den Aszendenten paktiert.

### 2378 bis 2383
Nach dem Roman Der Seelenschlüssel erschienen über mehrere Jahre hinweg keine neuen Romane, die auf DS9 spielen. Der Roman Heimsuchung aus der Miniserie Star Trek: Typhon Pact ist der erste, wieder in nennenswertem Umfang auf DS9 spielende. Darin setzt die Haupthandlung im Jahr 2383 ein. Ro Laren ist Kommandantin der Station. Sie hatte diese Funktion 2381 als erste Offizierin von Vaughn übernommen, der beim Kampf gegen die Borg schwer verwundet in ein Koma fiel und seitdem künstlich am Leben erhalten wird. Vaughn selbst hatte das Kommando über DS9 zuvor von Kira Nerys erhalten, die ihre Kommandolaufbahn beendet hatte und seitdem als Geistliche auf Bajor lebt, mittlerweile als Vedek. Erster Offizier auf DS9 ist 2383 Colonel Cenn Desca, zweiter Offizier ist Lt. Cdr. Wheeler Stinson. Die Funktion des Sicherheitschefs hat mittlerweile Jefferson Blackmer inne.
Wie man in den Typhon-Pact-Romanen Heimsuchung und Schatten erfährt, wird Deep Space Nine im August 2383 durch die Explosion von Bomben am Stationskern zerstört, wofür Mitglieder des Typhon-Paktes verantwortlich sind. Es sterben etwa 400 Zivilisten und 600 Besatzungsmitglieder, darunter auch Chefingenieurin Chao. Der Großteil der Stationsbewohner kann rechtzeitig evakuiert werden. Die übrig gebliebene DS9-Crew beginnt, übergangsweise von einer Operationszentrale auf Bajor aus zu arbeiten. Da es keine Hoffnung auf eine Genesung Vaughns gibt, lässt Prynn Tenmei die lebenserhaltenden Maßnahmen für ihren Vater einstellen, wodurch er stirbt.

## Roman-Titelübersicht
Die Titel sind nach der Haupthandlungszeit geordnet.
| Sprache                          | Englisch                                    | Englisch     | Englisch                             |     | Deutsch    | Deutsch                                          | Deutsch    | Deutsch                                   |                   | |
| Verlag                           | Pocket Books                                | Pocket Books | Pocket Books                         |     | Cross Cult | Cross Cult                                       | Cross Cult | Cross Cult                                |                   | |
| Autor                            | Titel                                       | Veröff.      | Miniserientitel                      | NiM | Nr.        | Titel                                            | Veröff.    | Miniserientitel                           | Jahr der Handlung | Bemerkung |
| -------------------------------- | ------------------------------------------- | ------------ | ------------------------------------ | --- | ---------- | ------------------------------------------------ | ---------- | ----------------------------------------- | ----------------- | --- |
| S. D. Perry                      | Avatar 1                                    | Mai 2001     |                                      |     | 8-01       | Offenbarung, Buch 1                              | Okt. 2009  |                                           | 2376              | |
| S. D. Perry                      | Avatar 2                                    | Mai 2001     |                                      |     | 8-02       | Offenbarung, Buch 2                              | Dez. 2009  |                                           | 2376              | |
| David Weddle, Jeffrey Lang       | Abyss                                       | Juli 2001    | Section 31                           | 4   | 8-03       | Der Abgrund                                      | Apr. 2010  | Sektion 31                                | 2376              | Dieser Roman wurde auf Deutsch ursprünglich durch den Heyne Verlag erstveröffentlicht, und zwar schon im Jahr 2002 und mit der laufenden Nummer 29. Die Cross-Cult-Fassung ist eine Neuübersetzung ggü. der Heyne-Ausgabe.                  |
| Keith R. A. DeCandido            | Demons of Air and Darkness                  | Sep. 2001    | Gateways                             | 4   | 8-04       | Dämonen der Luft und Finsternis                  | Okt. 2010  | Portale                                   | 2376              | Die deutsche Ausgabe besteht aus zwei Teilen: Der erste Teil ist die Übersetzung des englischen Romans. Der zweite, kürzere Teil und Epilog Horn und Elfenbein (Horn and Ivory) stammt aus dem Buch What Lay Beyond der Miniserie Gateways. |
| David R. George III.             | Twilight                                    | Sep. 2002    | Mission Gamma                        | 1   | 8-05       | Zwielicht                                        | Nov. 2010  | Mission Gamma                             | 2376              | |
| Heather Jarman                   | This Gray Spirit                            | Sep. 2002    | Mission Gamma                        | 2   | 8-06       | Dieser graue Geist                               | März 2011  | Mission Gamma                             | 2376              | |
| Michael A. Martin, Andy Mangels  | Cathedral                                   | Okt. 2002    | Mission Gamma                        | 3   | 8-07       | Kathedrale                                       | Juni 2011  | Mission Gamma                             | 2376              | |
| Robert Simpson                   | Lesser Evil                                 | Okt. 2002    | Mission Gamma                        | 4   | 8-08       | Das kleinere Übel                                | Sep. 2011  | Mission Gamma                             | 2376              | |
| S. D. Perry                      | Rising Son                                  | Jan. 2003    |                                      |     | 8-09       | So der Sohn                                      | Jan. 2012  |                                           | 2376              | |
| J. G. Hertzler, Jeffrey Lang     | The Left Hand of Destiny 1                  | Apr. 2003    |                                      |     |            |                                                  |            |                                           | 2375              | |
| J. G. Hertzler, Jeffrey Lang     | The Left Hand of Destiny 2                  | Mai 2003     |                                      |     |            |                                                  |            |                                           | 2375              | |
| S. D. Perry                      | Unity                                       | Nov. 2003    |                                      |     | 8-10       | Einheit                                          | Mai 2012   |                                           | 2376              | Die deutsche Ausgabe enthält auch eine Zusammenfassung der Ereignisse aus den Bänden 8.01 bis 8.09. |
| Una McCormack                    | Cardassia – The Lotus Flower                | Juni 2004    | Worlds of Star Trek: Deep Space Nine | 1   |            | Cardassia – Die Lotusblume                       | Juli 2012  | Die Welten von Star Trek: Deep Space Nine | 2376              | |
| Heather Jarman                   | Andor – Paradigm                            | Juni 2004    | Worlds of Star Trek: Deep Space Nine | 2   |            | Andor – Paradigma                                | Aug. 2012  | Die Welten von Star Trek: Deep Space Nine | 2376              | |
| Michael A. Martin, Andy Mangels  | Trill – Unjoined                            | Feb. 2005    | Worlds of Star Trek: Deep Space Nine | 3   |            | Trill – Unvereinigt                              | Sep. 2012  | Die Welten von Star Trek: Deep Space Nine | 2376              | |
| J. Noah Kym                      | Bajor – Fragments and Omens                 | Feb. 2005    | Worlds of Star Trek: Deep Space Nine | 4   |            | Bajor – Fragmente und Omen                       | Okt. 2012  | Die Welten von Star Trek: Deep Space Nine | 2376              | |
| David R. George III.             | Ferenginar – Satisfaction is Not Guaranteed | Feb. 2005    | Worlds of Star Trek: Deep Space Nine | 5   |            | Ferenginar – Zufriedenheit wird nicht garantiert | Nov. 2012  | Die Welten von Star Trek: Deep Space Nine | 2376              | |
| Keith R. A. DeCandido            | Dominion – Olympus Descending               | Feb. 2005    | Worlds of Star Trek: Deep Space Nine | 6   |            | Das Dominion – Fall der Götter                   | Jan. 2013  | Die Welten von Star Trek: Deep Space Nine | 2376              | |
| David Alan Mack                  | Warpath                                     | Apr. 2006    |                                      |     | 9-01       | Kriegspfad                                       | März 2013  |                                           | 2377              | |
| Olivia Woods                     | Fearful Symmetry                            | Juli 2008    |                                      |     | 9-02       | Entsetzliches Gleichmaß                          | Apr. 2013  |                                           | 2377 u. a.        | |
| Olivia Woods                     | The Soul Key                                | Juli 2009    |                                      |     | 9-03       | Der Seelenschlüssel                              | Mai 2013   |                                           | 2377              | |
| Paula M. Block, Terry J. Erdmann | Lust’s Latinum Lost (and Found)             | Sep. 2014    |                                      |     |            |                                                  |            |                                           | 2385              | Nur als E-Book. |
| Una McCormack                    | The Missing                                 | Jan. 2015    |                                      |     |            | Misstrauen                                       | Jan. 2017  |                                           | 2385              | |
| David R. George III.             | Sacraments of Fire                          | Juli 2015    |                                      |     |            | Sakramente des Feuers                            | Sep. 2017  |                                           | 2385              | |
| David R. George III.             | Ascendance                                  | Jan. 2016    |                                      |     |            | Vorherrschaft                                    | März 2018  |                                           | 2385/86           | |
| Jeffrey Lang                     | Force and Motion                            | Juni 2016    |                                      |     |            | Kraft und Bewegung                               | Juni 2018  |                                           | 2386              | |
| Paula M. Block, Terry J. Erdmann | The Rules of Accusation                     | Juli 2016    |                                      |     |            |                                                  |            |                                           | 2385              | Nur als E-Book. |
| David R. George III.             | The Long Mirage                             | März 2017    |                                      |     |            | Lichter im Dunkel                                | Aug. 2019  |                                           | 2386              | |
| Una McCormack                    | Enigma Tales                                | Juni 2017    |                                      |     |            | Mysterien                                        | März 2020  |                                           | 2386              | |
| David R. George III.             | Original Sin                                | Sep. 2017    | Gamma                                |     |            | Ursünde                                          | Apr. 2020  | Gamma                                     | 2385              | |
| Paula M. Block, Terry J. Erdmann | I, The Constable                            | Nov. 2017    |                                      |     |            |                                                  |            |                                           | 2385              | Nur als E-Book. |
| Alex White                       | Revenant                                    | Dez. 2021    |                                      |     |            | Wiedergänger                                     | März 2024  |                                           | 2372              | |

## Inhaltsangaben
In der Reihenfolge der Handlungszeit.

### The Left Hand of Destiny
Der Klingone Morjod verübt einen Terroranschlag auf Kronos, wodurch die Hauptstadt völlig zerstört wird und fast alle Mitglieder des Hohen Rates getötet werden. Mit dem Anschlag plädiert Morjod gegenüber dem Volk dafür, das klingonische Volk zu seinen Wurzeln zurückzuführen, unter anderem, weil es von fremden Werten wie etwa solchen der Föderation vereinnahmt würde. Zudem will er Martoks und Worfs Tod. Es stellt sich heraus, dass Morjod der uneheliche Sohn von Martok und Gothmara ist, die größenwahnsinnig ist und ihrerseits Morjod für den Terroranschlag und den Umsturz benutzt. Zu diesen Zwecken hat sie Morjod genetisch modifiziert. Morjod wird neuer Imperator. Ezri Dax und Worf helfen Martok bei der Zurückerlangung seiner Macht, indem sie das Schwert des Kahless für ihn wiedersuchen. Indes sind Martok und die Rotarran-Crew zum Planeten Boreth unterwegs und suchen dort Gothmara, die sich dorthin zurückgezogen hat. Schließlich kommt es auf dem Planeten zu einem entscheidenden Kampf um die Zukunft des klingonischen Reiches.

### Offenbarung
Die Bajoranerin Istani Reyla wird auf DS9 ermordet. Bei der Aufklärung des Verbrechens entdeckt die neue Sicherheitschefin Ro Laren ein von Reyla verstecktes Buch über die bajoranische Geschichte, das Reyla zuvor aus den Ruinen von B’Hala auf Bajor gestohlen hatte und das eine Prophezeiung beinhaltet, der zufolge anlässlich der Geburt des Sohns des Abgesandten Zehntausend Personen sterben werden. Vedek Yevir und seine Unterstützer wollen die Publikation des gefundenen Buches verhindern, wogegen Kira opponiert. Kira wird deshalb von Yevir zur befleckten Person erklärt, sodass sie in der bajoranischen Glaubensgemeinschaft nicht länger willkommen ist.
DS9 wird von zwei aus dem Wurmloch erschienenen Jem'Hadar-Raumschiffen angegriffen und schwer beschädigt; es sterben über 30 Personen auf der Station. Der Jem'Hadar Kitana'klan wird auf DS9 enttarnt und behauptet, von Odo geschickt worden zu sein, um als Botschafter des Dominion zu dienen. Er sei unterwegs von den Jem'Hadar angegriffen worden, die auch die Station beschossen haben. Unterdessen entdeckt die Enterprise-E, die den bajoranischen Berater Elias Vaughn an Bord hat, in den Badlands in einem cardassianischen Raumschiffswrack den bislang verschollenen bajoranischen Drehkörper der Erinnerung. Picard überbringt den Drehkörper anschließend an Kira. Kurz darauf bricht Kitana'klan aus, tötet und verletzte mehrere Crewmitglieder und versucht die Station zu sprengen. Vaughn und der plötzlich aufgetauchte Jem'Hadar Taran'atar helfen entscheidend bei der Überwältigung und Tötung Kitana'klans. Dessen Geschichte stellt sich durch die Erklärungen Taran'atars als Lüge heraus. In Wirklichkeit wurde Taran'atar von Odo mit dem Ziel geschickt, dass die Jem'Hadar erfahren, was friedliche Koexistenz bedeutet. Kitana'klan und die anderen Jem'Hadar waren Abtrünnige, die durch die beabsichtigte Sprengung der Station das Dominion in einen neuen Krieg gegen die Föderation stürzen wollten. Aus der Videobotschaft, die Taran'atar von Odo mitgebracht hat, geht auch hervor, dass das Dominion es der Föderation nunmehr erlaubt, Erkundungsexpeditionen in den Gamma-Quadranten durchzuführen. Vaughn lässt sich auf DS9 als neuer erster Offizier anstellen. Ezri Dax entschließt sich, eine Kommandolaufbahn einzuschlagen.
Jake Sisko verkündet, zur Erde zu fliegen, bricht aber insgeheim mit dem Raumschiff Venture zu einem Flug durch das Wurmloch in den Gamma-Quadranten auf, wo er seinen Vater wiederzufinden hofft. Als er in das Wurmloch fliegt, gerät das Schiff außer Kontrolle.

### Der Abgrund
Dr. Bashir wird von Sektion 31 beauftragt, den ebenfalls genetisch aufgewerteten Sektionsagenten Dr. Ethan Locken zu finden und aufzuhalten. Ursprünglich im Auftrag der Sektion begann Locken damit, in einer vom Dominion geschaffenen, geheimen Jem'Hadar-Brutstätte auf dem Planeten Sindorin in den Badlands zu ermitteln, ob sich die Anlage so modifizieren lässt, dass die entstehenden Jem'Hadar der Sektion gegenüber loyal wären. Damit wollte die Sektion die militärische Stärke der Föderation zu Verteidigungszwecken erhöhen. Jedoch hat Locken, traumatisiert durch einen Angriff des Dominion auf seinen früheren Arbeitsort auf dem Föderationsplaneten New Beijing, den Kontakt zur Sektion abgebrochen und mittels Gentechnik begonnen, die neuen Jem'Hadar ihm gegenüber gefügig zu machen. Locken will den Waffenstillstand zwischen Föderation, Klingonen und Romulanern schwächen, indem er eine Rakete auf ein romulanisches Ziel abschießt und die Schuld dafür der Föderation gibt. Er sieht sich als Nachfolger von Khan und möchte eine neue, bessere Föderation schaffen. Bashir vereitelt den Raketenabschuss durch Zerstörung der Raketenabschussvorrichtung. Bashir teilt Locken mit, dass die Sektion 31 einst dem Dominion gefälschte Beweise für die Existenz biogenetischer Waffen auf New Beijing zuspielte und dass dieser Ort deshalb vom Dominion angegriffen wurde. Die Sektion hat damit den Tod von 5.000 Personen in Kauf genommen, nur um Locken zu manipulieren, damit dieser sich aus Rache auf die Föderation bereitwillig von Sektion 31 rekrutieren lässt. Schließlich stellen sich die von Locken gezüchteten Jem'Hadar gegen ihn, nachdem Ezri Dax ihr Ketracel-White vergiftet hat, und erschießen Locken.

### Dämonen der Luft und Finsternis
Romanhandlung: Die Nutzungsrechte an den iconianischen Portalen, die einen Echtzeittransfer über weite Entfernungen hinweg ermöglichen, werden galaxisweit höchstbietend angeboten. Alle bereits gefundenen Portale erscheinen, sodass teilweise Raumschiffe und andere Gegenstände hindurch an einen anderen Ort gezogen werden und viele Planeten deshalb in Aufruhr versetzt werden. Zum Beispiel wird durch ein Portal vom Delta-Quadranten aus radioaktiver Antimaterie-Abfall in die Nähe des menschlich kolonisierten Planeten Europa Nova transferiert, sodass dort eine Umweltkatastrophe beginnt und die DS9-Crew die Kolonisten evakuiert. Kira und Taran'atar durchfliegen das Portal in den Delta-Quadranten, wo sie mit einem Hirogen konfrontiert werden. Sie können von dem Schiff, das die Antimaterie ablässt, einen Schildverstärker sicherstellen, durch dessen Anwendung die Verstrahlung von Europa Nova erheblich vermindert werden kann. Quark bietet offiziell als Unterhändler des verbrecherischen Orion-Syndikats für die Nutzungsrechte an den Portalen. Insgeheim hilft er damit jedoch Ro dabei, das Syndikat zu infiltrieren. Als iconianischer Verhandlungsführer fungiert Quarks Cousin Gaila. Die Defiant setzt eine von Nog und Shar erdachte Methode zur Störung der Portale ein, wodurch sich herausstellt, dass für das Erscheinen der Portale gar nicht die Iconianer, sondern die Petraw verantwortlich sind, die sich unrechtmäßig als Herrscher der Portale präsentieren und nun enttarnt wurden. Im Delta-Quadranten werden Kira und Taran'atar getrennt; auf einem Wüstenplaneten notgelandet, durchschreitet Kira mangels Alternativen ein dort entdecktes Portal.
Epilog Horn und Elfenbein: Kira findet sich 30.000 Jahre vor ihrer Geburt auf Bajor wieder. Mit dem Namen Ashla gerät sie mitten in einen Krieg zwischen den Perikianern und den Lerrit. Um der Zeit zu entkommen, durchschreitet sie das Portal in den Feuerhöhlen und gelangt zu einem iconianischen Wächter, der sie nach DS9 zurückkehren lässt.

### Mission Gamma
Diese vierteilige Miniserie spielt in einem Handlungsstrang, den Reihentitel erklärend, im Gamma-Quadranten und handelt von einer Erkundungsmission der Defiant. Parallel dazu werden die Ereignisse auf DS9 erzählt, wobei es hauptsächlich um den geplanten Beitritt Bajors zur Föderation geht.

### So der Sohn
Nachdem Jake auf seiner geheimen Reise im Gamma-Quadranten eingetroffen ist, wird er nach einem Unfall mit seinem Shuttle etwa 100 Parsec entfernt von dem Wadi-Raumschiff Even Odds aufgegriffen. Da sein Shuttle nicht reparabel ist und die Wadi eine mehrmonatige Mission vorhaben, kann Jake nicht früher als in drei Monaten nach DS9 zurückkehren. Die Even Odds streift als Bergungsschiff durch den Gamma-Quadranten und ist stets auf der Suche nach gewinnbringenden Gegenständen, unter anderem nach solchen aus verlassenen Dominion-Außenposten. Jake begleitet die Crew bei ihrer Mission, ein religiöses Artefakt von einem Planeten zu entwenden. Im Laufe der Monate wird die Crew für Jake wie zu einer Familie. Nach etwa drei Monaten entschließt er sich, noch länger an Bord zu bleiben, allerdings unter dem falschen Eindruck der ersten Offizierin, sie stimme ihm bei seiner Meinung zu, dass er Profitstreben und Armut ablehne. Die Even Odds begibt sich zum Planeten Ee, einem freien Markt. Dort kommt Jake zufällig in Kontakt mit einem Tosk, der gejagt wird und etwas Bestimmtes sucht, sowie der Trelianerin Wex. Diese bringt ihn und Jake in Kontakt mit Opaka Sulan, die bis vor sieben Jahren bajoranische Kai war. Auf dem Mond im Gamma-Quadranten, auf dem sie einst gestrandet war, setzte sie sich mit dafür ein, dass der jahrelang währende kämpferische Konflikt zwischen den Stämmen Ennis und Nol-Ennis friedlich gelöst wurde und der neue Stamm Sen Ennis entstand. Deren Anführer erreichte, dass Opaka den Mond verlassen konnte.
Die Even Odds bringt den Tosk zu einem Planeten im Idran-System, wo er mit einem besonderen Kristall das Gesuchte zu finden hofft. Dort findet er mit der Hilfe Opakas und des als Schlüssel dienenden Kristalls eine Höhle und darin eine Inschrift, die man als Jäger entziffert. Kurz darauf wird Tosk von seinen Jägern gefunden und ermordet. In der Höhle löst Opaka mit der Hilfe der Propheten ein dort hinterlassenes Rätsel. Dadurch erscheint das Wesen Itu vom verschollenen Volk der Eav’oq, welches nun nach 50.000 Jahren zurück in seine Lebenszeit kehrt. Das Volk hatte sich einst zum Schutz vor religiöser Verfolgung eine eigene Stadt im Subraum angelegt. Im Moment von Itus Erscheinen bzw. des Öffnens des Subraumspalts werden der Planet und die ihn umkreisende Even Odds um über drei Lichtjahre von ihren ursprünglichen Positionen wegversetzt; der Weltraum verändert sich und die Sucher befinden sich plötzlich in einer Eav’oq-Stadt. Schließlich brechen Jake, Wex und Opaka – nachdem die Even Odds abgereist ist – mit Tosks kleinem Warp-Schiff zum Rückflug zum Wurmloch und nach DS9 auf. Unterwegs werden sie von Weyouns Raumschiff aufgegriffen.

### Einheit
Die Defiant kehrt nach DS9 zurück. Wegen der dort laufenden Suche nach weiteren Parasiten ist eine Nachrichtensperre verhängt. Die Cardassianer sind immun gegen die Parasiten und helfen bei der Suche. Bashir ermittelt, dass die Parasiten einst durch Genmanipulation von Trill-Symbionten entstanden sind, wodurch sich der Verdacht der Sternenflotte für die Ermordung Shakaars gegen Trill richtet. Unterdessen gibt es auf Bajor und DS9 mehrere Fälle von Parasitenbefall. Die Stationscrew fängt eine Parasitenkönigin und findet einen Weg, mit den Parasiten zu kommunizieren. Man erkennt, dass die Parasiten tatsächlich die Föderation beherrschen wollen.
Unterdessen ist Vaughn durch den Tod Rurikos psychisch schwer belastet, sodass er Rat suchend bei Opaka mit den Propheten kommuniziert. Bei seiner Drehkörpererfahrung befindet er sich in der Rolle des Eli Underwood, der in den Jahren nach dem Zweiten Weltkrieg in dem Gefängnissanatorium Riverdale Patient ist. Dort freundet er sich mit Benny Russell an. Der teilt ihm mit, dass Vaughn deswegen hier sei, weil er denke, er hätte seine Frau ermordet und deshalb den Kontakt zu seiner Tochter Prynn verloren. Eli und Benny beschließen, aus dem Sanatorium zu fliehen.
Jake und Kassidy erhalten auf Bajor Besuch von Joseph und Judith Sisko und Miles O’Briens Familie, während Miles auf DS9 aushilft. Kurze Zeit später werden die Siskos, O’Briens Familie sowie Opaka und Vaughn, der geistig nach wie vor bei den Propheten ist, von bajoranischen Mönchen gefangen genommen, die von Parasiten befallen sind. Überall auf Bajor greifen infizierte Bewohner ranghohe Persönlichkeiten an. Die Mönche halten die Geiseln im Kloster von Ashalla, der Hauptstadt Bajors, gefangen. Ein Außenteam, darunter O’Brien, Kira und Wex, starten eine Befreiungsaktion. Kira öffnet die Laden, in denen die Drehkörper aufbewahrt werden. Unter deren Wirkung werden die Parasitenkönigin vernichtet und alle Parasiten zur Flucht aus ihren Wirten veranlasst. Bei der Befreiungsaktion gibt sich Wex als Odo zu erkennen. Zugleich bringt Kassidy ihre Tochter Rebecca Jae Sisko zur Welt. In dem Moment erscheint Ben Sisko bei ihr und erwacht Vaughn wieder.
Opaka legt Yevir nahe, dass die religiöse Spaltung Bajors nicht durch die Publikmachung von Ohalus Schriften entstanden ist, sondern durch Kiras Befleckung. Shar will trotz der Bitte seiner Bündnispartner und Mutter nicht nach Andor reisen. Ben lehnt seine Beförderung zum Admiral ab. Das Quark’s wird zur Ferengi-Botschaft im bajoranischen Raum, Quark wird von seinem Bruder zum Ferengi-Botschafter ernannt. Ro stellt ihr Leistungsvermögen ggü. Akaar unter Beweis und entschließt sich, die Sternenflotte doch nicht zu verlassen. In einer feierlichen Zeremonie in Ashalla, bei der auch Picard, Martok und Worf anwesend sind, wird Bajor in die Föderation aufgenommen.

### Die Welten von Star Trek: Deep Space Nine
Jeder dieser sechs Romane ist auf eine der sechs wichtigsten, nichtmenschlichen Welten konzentriert, die in der belletristischen Fortsetzung der Fernsehserie eine wichtige Rolle spielen: Cardassia, Andor, Trill, Bajor, Ferenginar und das Dominion.

### Kriegspfad
Durch Taran'atars Gewalttat wurden Kira und Ro so schwer verletzt, dass sie zu sterben drohen. Kira wird ein künstliches Herz eingepflanzt, Ro wird an der Wirbelsäule operiert, sodass sie einer Querschnittlähmung knapp entgeht. Die übrige Crew ist auf der Suche nach Taran'atar. Dieser kapert das Runabout Euphrates, auf dem auch Prynn ist. Vaughn verfolgt die Euphrates mit der Defiant. Taran'atar übernimmt mit einem Trick das klingonische Kriegsschiff noH’pach, tötet dessen Besatzung und fliegt mit ihm nach der Zerstörung der Euphrates getarnt in Richtung cardassianisches Territorium. Unterdessen ermitteln Bashir und Nog auf DS9, dass Taran'atars Gedanken schon seit längerem von einer fremden Instanz kontrolliert werden. Weitere Ermittlungen auf DS9 ergeben, dass Taran'atar möglicherweise in das Massaker in der bajoranischen Provinz Hedrikspool involviert war (→ Die Welten von Star Trek: Deep Space Nine: Bajor), und dass Taran'atar unbewusst seine Befehle von der Intendantin Kira aus dem Spiegeluniversum erhalten hat. Die Transmissionen an Taran'atar gingen von dem cardassianischen Industrieplaneten Harkoum aus, auf dem eine große Gefängnisanlage ist. Die noH’pach ist unterwegs dorthin, sodass Vaughn auch die Defiant Kurs dorthin setzen lässt.
Während ihrer OP ist Kira bei den Propheten, die ihr in einer Vision Parek Tonn zeigen, eine Festung auf Bajor. In der Vision von nie geschehenen Dingen ist Kira die Anführerin der Bajora und erhebt Anspruch darauf, mit ihren Leuten in die Festung eingelassen zu werden, die sie gemeinsam mit den Eav’oq gegen die Aszendenten verteidigen wollen, die mit einer Armee näherkommen. Kira erfährt von den Propheten, dass die Festung den Himmlischen Tempel symbolisiert und dass der Glaube der Eav’oq und der Bajoraner auf demselben Fundament basieren. Die Festung fällt aber, in einer infernalischen Schlacht stirbt Kira durch die Gewalt der Aszendenten. Schließlich erwacht die reale Kira aus ihrem Propheten-Traum.
Die Defiant erreicht Harkoum kurz nach Taran'atar, der sich nach der Landung der noH’pach ohne Prynn in Richtung seines Ziels begibt, einem Treffen mit einer Cardassianerin. Indes kann sich Prynn befreien und beginnt ebenfalls, Taran'atar zu verfolgen. Parallel zu diesen Ereignissen ist auch die Intendantin Kira bei Harkoum eingetroffen. Sie hat ein Experiment vor, das sie nicht näher erklären will und das ihr offenbar zur Übernahme der Macht vom Regenten dient. Als Vaughn im Inneren des kilometergroßen Gefängniskomplexes Grennokar auf Taran'atar trifft, rettet Prynn ihren Vater vor der Tötung durch den Jem’Hadar. Es erweist sich, dass in Grennokar seit Jahren genetische Experimente an lebendigen Jem’Hadar durchgeführt wurden. Taran’atar kann fliehen und sich kurz darauf mit technischer Hilfe der Intendantin, die er als seine neue Göttin verehrt, ins Spiegeluniversum beamen. Während der Gefängniskomplex infolge einer Selbstzerstörungssequenz implodiert, schaffen es Vaughn und Prynn in letzter Sekunde, sich auf die Außenhülle der noH’pach zu retten. Nachdem die beiden die noH’pach auf Harkoum gelandet haben, erscheint die Cardassianerin Iliana Ghemor bei ihnen, die behauptet, dass Captain Kira Nerys in tödlicher Gefahr schwebe. Die Gefahr gehe von einer zweiten Iliana Ghemor aus, die einst als Doppelgängerin von Kira Nerys geschaffen wurde (→ Staffel 3: Die zweite Haut). Diese zweite Iliana Ghemor, die wie Kira Nerys aussieht und eine Undercover-Agentin und Mörderin ist, materialisiert unterdessen auf dem Raumschiff Negh’Var im Spiegeluniversum, kurz nachdem Taran’atar dort materialisiert ist. Sie exekutiert die Intendantin, lässt sich von Taran’atar als Göttin verehren und gibt sich fortan als Intendantin aus. Die andere, nun bei Prynn und Vaughn eingetroffene Iliana Ghemor konnte ihre Mission, Captain Kira Nerys vor ihrer Doppelgängerin zu beschützen, nicht erfolgreich durchführen, weil sie permanent durch Kopfgeldjäger aufgehalten wurde, die von der Spiegeluniversums-Ghemor beauftragt worden waren.

### Entsetzliches Gleichmaß
Rückblenden auf Ereignisse in der Vergangenheit: Der Cardassianer Entek versucht 2357, seine Speziesgenossin Iliana Ghemor, als Agentin für den Obsidianischen Orden zu rekrutieren; sie lehnt jedoch ab. 2357 bis 2359: Ataan, Ilianas Geliebter, berichtet Iliana in Briefen von seiner Zeit bei den cardassianischen Truppen auf Bajor. Durch einen Bombenanschlag des bajoranischen Widerstands stirbt 2359 auch er. Darüber verbittert, beschließt Iliana umgehend, sich dem Obsidianischen Orden anzuschließen. Von 2359 bis 2361 durchläuft Iliana unter Enteks Leitung ein hartes Ausbildungsprogramm zur Agentin des Ordens. Erst 2361, nach diesen zwei Jahren, erfährt sie, wofür sie eingesetzt wird: Sie soll, umoperiert zu Kira Nerys, zu einer Schläferin im bajoranischen Widerstand werden und diesen somit sabotieren sowie dem Orden Informationen liefern. Sie lässt sich im Rahmen dieses Auftrags chirurgisch und neurologisch in Kira umoperieren. Iliana, die nunmehr Kira Nerys ist, ist sich ihrer wahren Identität, eigentlich Iliana zu sein, nun nicht mehr bewusst. Der Plan, Iliana als Kira zu einer Schläferin im bajoranischen Widerstand zu machen, scheitert jedoch, weil sie ab 2361 von Dukat im Gefängnis Letau gefangengehalten wird. Über 15 Jahre hinweg wird sie dort von ihm misshandelt und auf engstem Raum eingesperrt. Ende des Jahres 2375 gelingt ihr mit einigen anderen Gefangenen die Flucht. Zu dieser Zeit kommen ihr merkwürdige Erinnerungen, in denen sie sich cardassianisch fühlt. Mit ihren Freunden findet sie heraus, dass sie eigentlich Iliana ist. Sie beschließt, sich an Dukat zu rächen, und bricht mit ihnen zum Planeten Harkoum auf.
Ereignisse in der Gegenwart: Sisko erfährt von Opaka, dass das Drehkörperfragment, das bei dem Massaker in Sidau gestohlen wurde, offenbar dem Drehkörper der Seelen entstammt und deshalb Paghvaram bzw. Seelenschlüssel heißt. Unterdessen wird Iliana Ghemor auf DS9 gefangengehalten und befragt. Sie stammt aus dem Spiegeluniversum und war dort früher als Agentin des Obsidianischen Ordens tätig, des Geheimdienstes der klingonisch-cardassianischen Allianz. Mittlerweile gehört sie zu den Terranern, die gegen die Allianz rebellieren mit dem Ziel, sie zu stürzen. Ghemors Auftrag als Rebellin war es, die bajoranische Intendantin Kira Nerys zu ermorden. Als sie davon erfuhr, dass Personen des diesseitigen Universums die Intendantin durch jemand Schlimmeres zu ersetzen planen, brach Ghemor ihr Vorhaben ab und kam in dieses Universum, um diesen Plan zu vereiteln. Zu den Personen, die den Plan vorantrieben, gehört Ghemors diesseitiges Alter Ego, die vor Jahren chirurgisch verändert wurde, um die diesseitige Kira Nerys zu ersetzen. Ghemor, die wie die diesseitige Kira Nerys aussieht, hat im Spiegeluniversum mittlerweile die Intendantin ermordet und ihren Platz eingenommen. Die hier gefangene Ghemor kann aus technischen Gründen nicht in das Spiegeluniversum zurückkehren und möchte die Hilfe der DS9-Crew, um ihre Doppelgängerin aufzuhalten. Die gefangene Ghemor sagt, dass die nunmehr im Spiegeluniversum weilende Ghemor die Einwohner des Dorfes Sidau hatte massakrieren lassen, um das Fragment zu finden, mit dem als Schlüssel sie jede Kira Nerys töten will, die noch lebt. Auf Harkoum hatte die Defiant-Crew einige Söldner festgenommen, die Cenn nun vernehmen lässt. Zu den Gefangenen gehört auch die Kressari Shing-kur, eine Helferin der nun im Spiegeluniversum befindlichen Iliana Ghemor. Durch Befragungen von Shing-kur und der hier weilenden Iliana Ghemor erfährt Kira, dass die im Spiegeluniversum weilende Ghemor vorhat, sich zur Abgesandten der Spiegeluniversumsbajoraner aufzuschwingen, womit sie eine enorme Machtfülle erlangen würde. Die dortigen Bajoraner haben keinen Sisko als Abgesandten, weil Sisko vor Jahren starb. Kira und Vaughn begeben sich in das Spiegeluniversum, um die alternative Ghemor (die jetzige Intendantin) aufzuhalten.

### Der Seelenschlüssel
Ereignisse im diesseitigen Universum (tw. in Rückblenden): Durch den Tod ihrer Freunde Ataan und Dakahna Vaas wurde Iliana Ghemor schwer getroffen. Nun, vor neun Monaten, ist sie mit ihrer Helferin Shing-kur auf dem Planeten Harkoum. Als Gul Dukat einst zum Kommandanten eines Frachtraumschiffs degradiert war, ließ er in dem Gefängnis Grennokar auf Harkoum geheime Forschungen mit dem Ziel anstellen, die genetische Programmierung der Jem’Hadar so zu ändern, dass die Jem’Hadar statt den Gründern ihm gegenüber gefügig würden. Als Ghemor im Jahr 2376 erfuhr, dass auf DS9 der Jem’Hadar Taran’atar eingetroffen ist, begann sie mit ihrem Plan, die durch den Dominionkrieg abgebrochenen Forschungen Dukats wieder aufzunehmen und dazu Taran’atar per Gedankenmanipulation zu einem Spion zu machen. Als solcher eingesetzt, übermittelt er ihr auch Informationen über die Drehkörper, das Wurmloch und das Spiegeluniversum. Sie stammen von einem bajoranischen Philosophen und beinhalten die Theorie, dass sowohl das Wurmloch als auch die bajoranischen Drehkörper dimensionsübergreifendes Reisen ermöglichen können und so Zugang zum Spiegeluniversum bieten. Deshalb besorgte sie sich ein bestimmtes Drehkörperfragment, den Seelenschlüssel. In das Spiegeluniversum gelangt, übernimmt Ghemor die Identität der Intendantin.
Ereignisse im Spiegeluniversum (Gegenwart): L’Haan, die Helferin der neuen Intendantin, ist bzgl. deren Absichten reumütig geworden und versucht deshalb Taran’atar so zu beeinflussen, dass sie ihm Freiheit verspricht. Der lehnt jedoch ab und ermordet sie. Unterdessen möchte die Intendantin das Wurmloch im Spiegeluniversum entdecken, um so zu den Jem’Hadar im anderen Universum zu gelangen und diese als Soldaten zu rekrutieren. Um Terok Nor einzunehmen, das bislang von den terranischen Rebellen gehalten wird, lässt sie die bajoranische Hauptstadt Ashalla zerstören. Unter der Drohung weiterer solcher Untaten ergeben sich die Rebellen der Allianz. Alsbald lässt die Intendantin Terok Nor zum Denorios-Gürtel manövrieren, um das Wurmloch zu entdecken. Auf Terok Nor wurden unterdessen Kira und Vaughn inhaftiert. Sie werden aber bald durch den wieder zu seiner eigenen Gesinnung zurückfindenden Taran’atar aus der Haft befreit. Zusammen versuchen sie, die Intendantin zu stoppen. Als das Wurmloch erstmals erscheint, kommen Kira, die Intendantin und Iliana Ghemor in Kontakt zu den Propheten. Diese können mit der Intendantin nichts anfangen. Sie bleibt verschollen, während Kira und Ghemor, die wieder in ihr cardassianisches Erscheinungsbild zurückverwandelt wurde, nach Terok Nor zurückkehren. Ghemor verbleibt dort, während Kira und Vaughn nach DS9 zurückkehren.
Zurück auf DS9, lässt Kira Taran'atar per Shuttle in eine selbst zu wählende Freiheit fliegen. Als er in Dominion-Territorium eingeflogen ist, empfängt er einen Notruf des Raumschiffs Even Odds, das angegriffen wird. Er geht dem Notruf nach und ändert den Kurs. Unterdessen versammeln sich zum ersten Mal seit Jahrtausenden die Aszendenten, und zwar auf einem Planeten. Die Suchenden unter den Aszendenten kommen zusammen, um bestimmte Zeichen zu diskutieren, zu denen das Auftreten des Dominion und die mögliche Rückkehr der Eav'oq gehören, die sie als Konkurrenten betrachten. Eine Gestalt, die kein Aszendent ist, aber dafür der Cardassianerin Iliana Ghemor ähnelt, erscheint in der Mitte der Versammlung und bringt das letzte von neun Artefakten mit, die von den Aszendenten verehrt werden.

## Andere Werke
Über die tabellarisch aufgeführten Romane hinaus gibt es weitere, Deep-Space-Nine-bezogene belletristische Werke, die nach dem Ende der Fernsehserienhandlung spielen. Sofern nicht anders angegeben, sind sie noch nicht auf Deutsch erschienen.
- Ein Stich zur rechten Zeit ist ein Roman, der aus mehreren Briefen Garaks an Dr. Bashir besteht und teilweise nach dem Ende der Fernsehserie spielt. Garak erzählt darin von seiner Lebensgeschichte, darunter auch von Garaks Rolle beim Wiederaufbau des durch den Dominion-Krieg verwüsteten Cardassias.
- Die Anthologie The Lives of Dax spielt ebenfalls nur zu einem relativ geringen Teil in der Zeit nach dem Ende der Fernsehserienhandlung.
- Die Romantrilogie Millennium (2000 erschienen) spielt lediglich in der Rahmenhandlung nach, überwiegend aber vor dem Ende der Fernsehserienhandlung.
- The Calling ist eine Kurzgeschichte, die in der Anthologie Prophecy and Change (2003) enthalten ist. Sie stammt vom Garak-Darsteller Andrew J. Robinson, ist eine Fortsetzung von dessen Roman Ein Stich zur rechten Zeit und handelt von Garak in der Nachkriegszeit auf Cardassia Prime.
- Die Comic-Miniserie N-Vector erschien 2002 auch auf Deutsch im Dino Verlag.
- Innerhalb der Comic-Miniserie Alien Spotlight Vol. 2 erschien 2009 die Ausgabe Cardassians, die kurz nach dem Ende des Dominion-Krieges spielt. Darin geht es um cardassianische Fundamentalisten, die die Gründerin ermorden möchten, die für den Tod vieler Millionen Cardassianer verantwortlich ist.
- Der Schauspieler J. G. Hertzler schrieb 2003 zweiteilige Roman mit dem Titel Left Hand of Destiny. Beschreibt die Ereignisse nachdem Kanzler Martok und Worf als Föderationsbotschafter ihre Ämter auf Qo’noS angetreten haben.